# Kalevankatu
Kalevankatu, (suédois : Kalevagatan)  est une rue du quartier Kamppi du centre d'Helsinki en Finlande . 

## Architecture
- Côté des numéros impairs 
  - Mannerheimintie

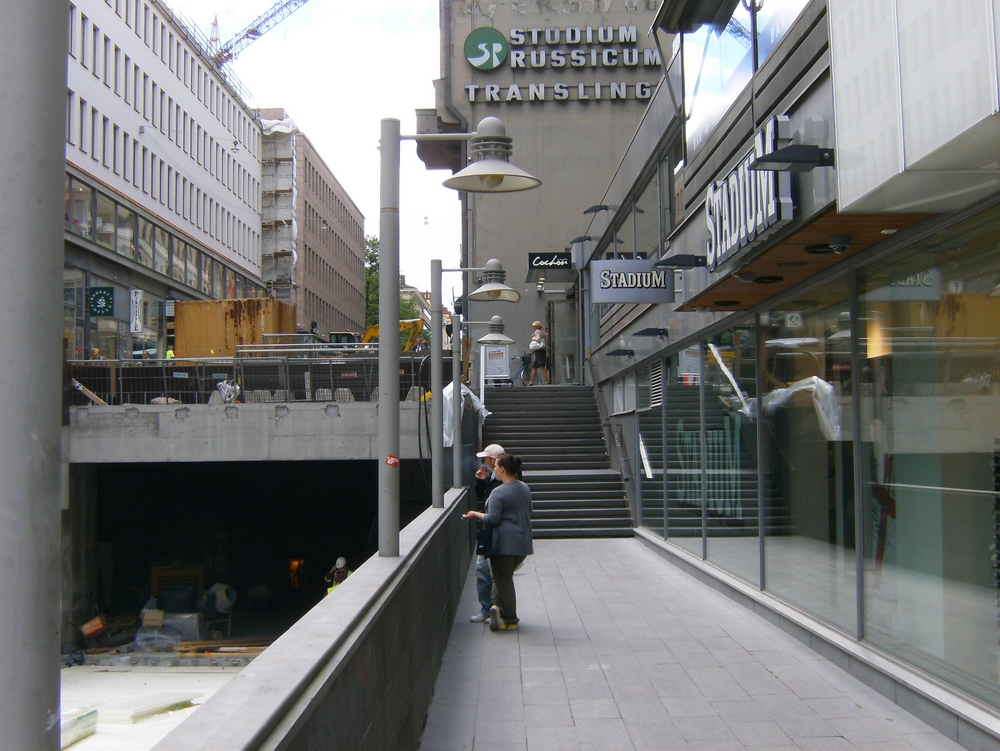
Extrémité Nord-Est de la Kalevankatu.

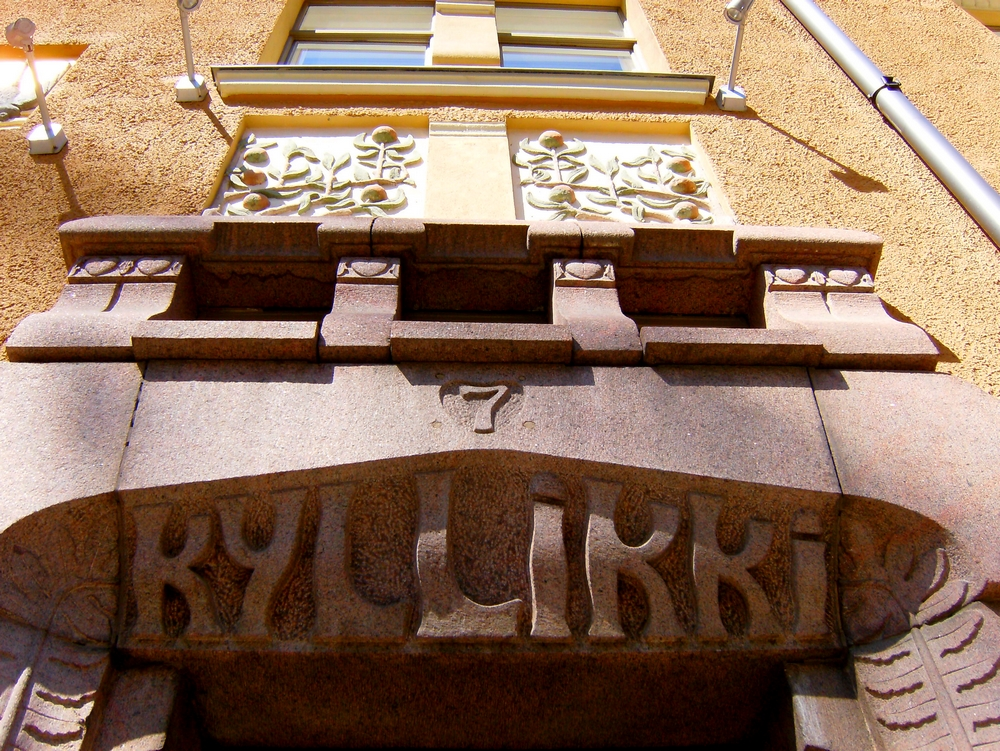
Kalevankatu 7.

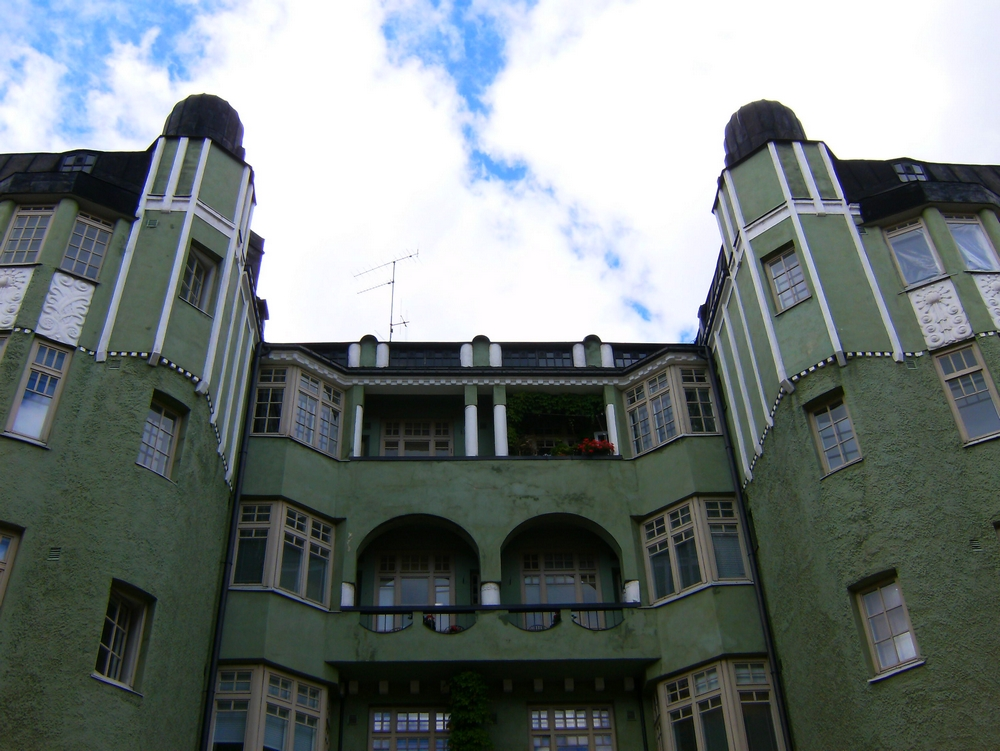
Kalevankatu 11.

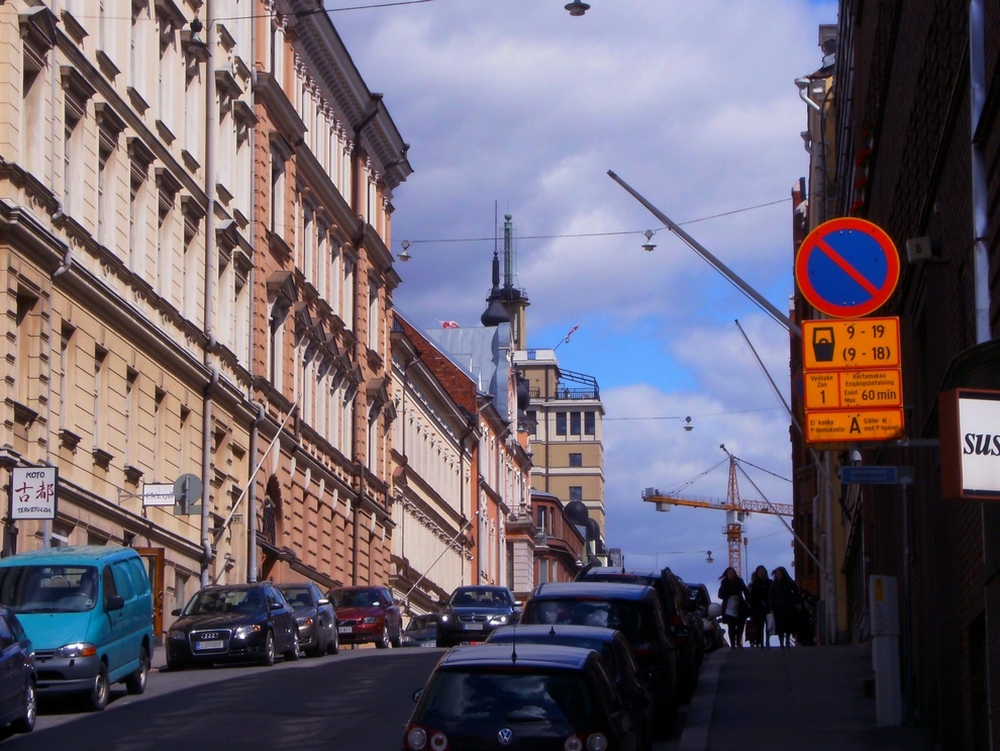
Kalevankatu entre les rues Annankatu et Fredrikinkatu.

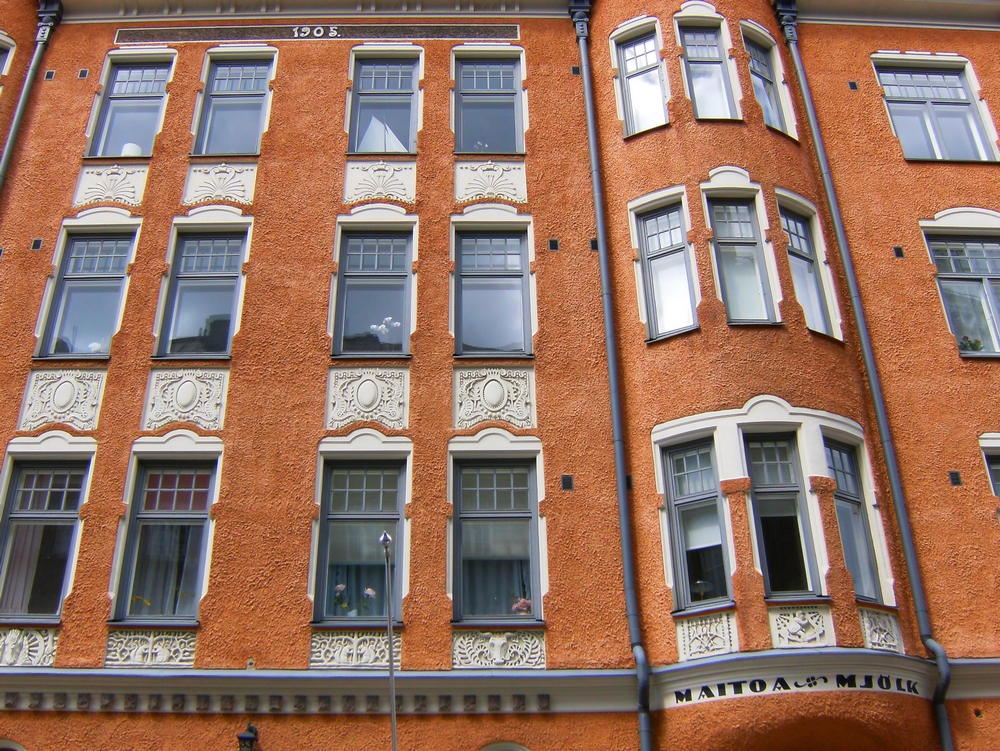
Kalevankatu 33.

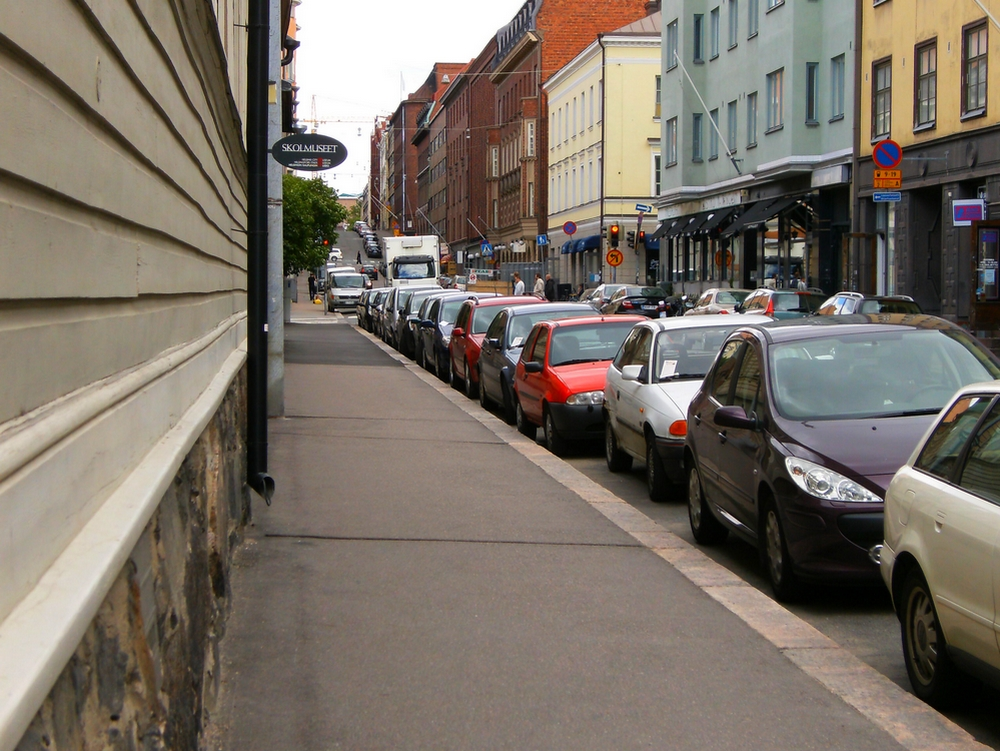
Tronçon entre Albertinkatu et Abrahaminkatu.

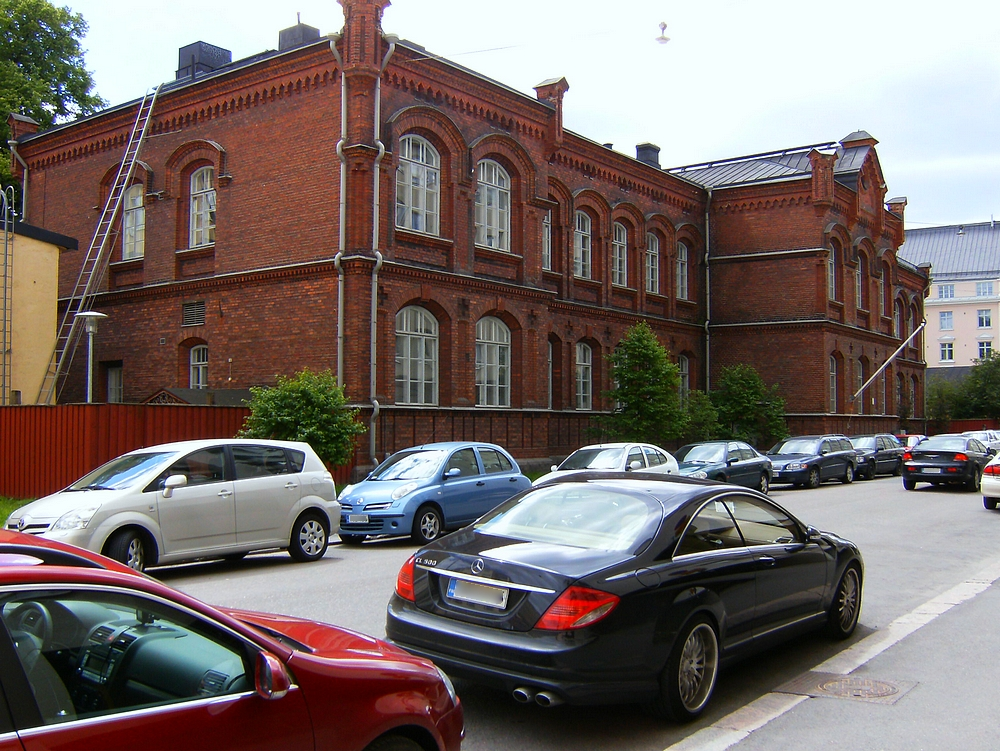
Kalevankatu 48.

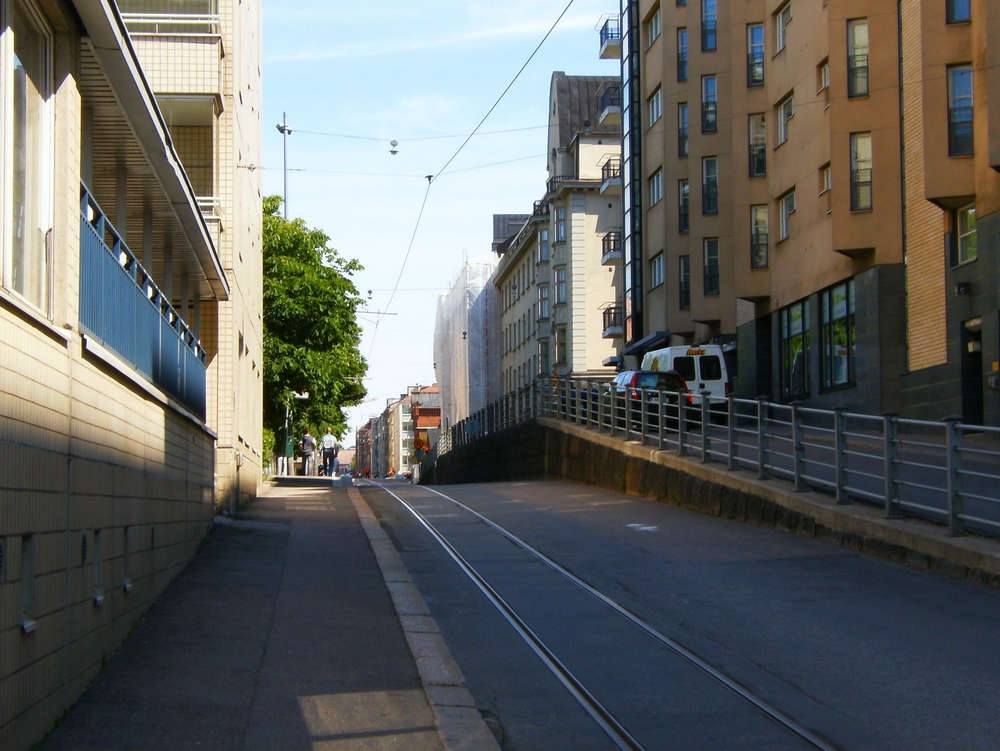
Extrémité Sud-Est de la rue Kalevankatu.

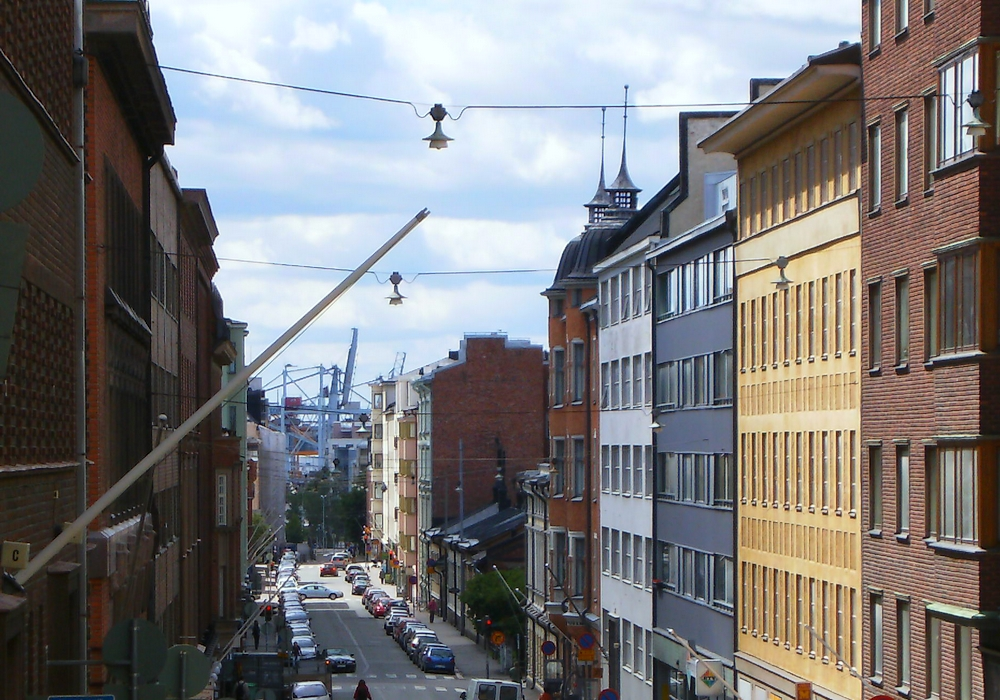
Sud-Est de la Kalevankatu en 2008.

  - Kalevankatu 1,  Kurt Simberg, 1963
  - Kalevankatu 3, Emil Svensson, 1913
  - Yrjönkatu 
  - Kalevankatu 5, Valter Jung & Bertel Jung, 1930 (Hôtel Torni)
  - Kalevankatu 7, Georg Wasastjerna, Werner Polón, 1903
  - Kalevankatu 9, Mauritz Gripenberg, 1903
  - Kalevankatu 11, Vilho Penttilä, 1908
  - Kalevankatu 13, Väinö Vähäkallio, 1923
  - Annankatu → Centre de Kamppi
  - Kalevankatu 15, Grahn, Hedman & Wasastjerna, 1898
  - Kalevankatu 17, Frans Anatolius Sjöström, 1886
  - Kalevankatu 19, C.R. Cederberg, Karl August Tavaststjerna, 1889
  - Kalevankatu 21, Einar Flinckenberg, 1890
  - Kalevankatu 23, Markus Visanti, Kalle Niukkanen, Tauno Salo, 1955
  - Fredrikinkatu
  - Kalevankatu 25, Helge Lundström, 1938
  - Kalevankatu 27, 1928
  - Kalevankatu 29, Kokko & Kokko, 1965
  - Kalevankatu 31, Ragnar Wessman, 1937
  - Kalevankatu 33, G.W. Nyberg, 1907
  - Kalevankatu 35, Nils Salin, 1888
  - Albertinkatu
  - Kalevankatu 39,
  - Kalevankatu 41,
  - Kalevankatu 43, Galerie Huuto
  - Kalevankatu 45, Florentin Granholm, 1877, J.F. Pihlgren 1881, K. Nenonen, 1890
  - Kalevankatu 47, Iikka Martas, Jussi Lappi-Seppälä, 1950
  - Abrahaminkatu
  - Kalevankatu 49, Toivo Korhonen, 1970
  - Kalevankatu 51, T. Välimaa, 1935
  - Kalevankatu 53, Aulis E. Hämäläinen, Matti Hämäläinen, 1936
  - Hietalahdenkatu
  - Kalevankatu 55, Joh. Roine, 1913
  - Kalevankatu 57, Aili ja Niilo Pulkka, 1961
  - Ruoholahdenranta 5, Kalevi Ruokosuo, 1985
  - Ruoholahdenranta
- Côté des numéros pairs
  - Mannerheimintie 
  - Kalevankatu 2, Konstantin Kiseleff & Elia Heikel, 1887
  - Kalevankatu 4, Arvo O. Aalto, Niilo Kokko, 1939
  - Yrjönkatu 
  - Kalevankatu 6, A. Hytönen, R-V. Luukkonen, 1938
  - Kalevankatu 8-10, Lycée Ressu, Sebastian Gripenberg, 1880
  - Kalevankatu 12, Toivo Korhonen, 1967
  - Annankatu → Centre de Kamppi
  - Kalevankatu 14, Karl Lindahl, 1908
  - Kalevankatu 16, Georg Wasastjerna, Werner Polón, 1903
  - Kalevankatu 18, Florentin Granholm, 1877
  - Kalevankatu 20, Eino Tuompo , 1967
  - Kalevankatu 22, Einar Flinckenberg, 1932
  - Fredrikinkatu
  - Kalevankatu 24, Emil Fabritius, Valter Jung, 1914
  - Kalevankatu 26, Esko Kahri, Jussi Mikkilä, Paavo Mykkänen, 1974
  - Kalevankatu 28, Wäinö Gustaf Palmqvist, 1928
  - Kalevankatu 30, Ole Gripenberg, 1928
  - Kalevankatu 32, Wäinö Gustaf Palmqvist & Einar Sjöström, 1917
  - Kalevankatu 34,  , 1860
  - Albertinkatu
  - Kalevankatu 36, Helge Lundström, 1938
  - Kalevankatu 38, Ragnar Wessman, 1928
  - Kalevankatu 40, Georg Jägerroos, 1940
  - Kalevankatu 42, Helge Lundström, 1935
  - Kalevankatu 44, Iikka Martas, Jussi Lappi-Seppälä, 1948
  - Kalevankatu 46, Heikki et Kaija Siren, 1951
  - Abrahaminkatu
  - Kalevankatu 48, Evert Lagerspetz, 1884
  - Hietalahdenkatu
  - Kalevankatu 48, Evert Lagerspetz, 1882
  - Kalevankatu 50, Väinö E. Leino, 1926
  - Kalevankatu 52, Werner von Essen, Kauno Kallio, Emanuel Ikäläinen, 1913
  - Kalevankatu 54, David Frölander-Ulf, 1925
  - Kalevankatu 56a,
  - Kalevankatu 56b,
  - Ruoholahdenranta